# Coop99
coop99 filmproduktion ist eine österreichische Filmproduktionsgesellschaft. Sie wurde 1999 von jungen Wiener Filmschaffenden gegründet und versteht sich als „Plattform einer neuen FilmemacherInnen-Generation in Österreich“.

## Geschichte
Nach Abschluss der Filmakademie in Wien gründeten die drei Autorenfilmer Barbara Albert, Jessica Hausner und Antonin Svoboda sowie der Kameramann Martin Gschlacht im Jahr 1999 die coop99. Die Anteile an dieser GesmbH liegen in gleichen Teilen bei den vier Gründern. coop99 ist Mitglied in der Association of Austrian Filmproducers (AAFP). Im Jänner 2001 stieß der ausschließlich für die Produktion zuständige Bruno Wagner als fünftes Mitglied dazu.
Die Gründung der Gesellschaft fällt zeitlich in etwa mit Barbara Alberts internationalem Festspielerfolg Nordrand zusammen, den sie noch für die Lotus Film inszeniert hat. Wenig später erhielten auch die ersten coop99-Produktionen nationale und nach zahlreichen Nominierungen bald auch Auszeichnungen an internationalen Festspielen. Ein erster großer Erfolg gelang 2004 mit Hubert Saupers Dokumentarfilm Darwins Alptraum. Die internationale Koproduktion unter Federführung der coop99 konnte nicht zuletzt dank zahlreicher Auszeichnungen, darunter der Europäische Filmpreis für den besten Dokumentarfilm des Jahres und eine Auszeichnung in Venedig, international über eine halbe Million Kinobesuche registrieren. 2006 erhielt die Dokumentation eine Oscar-Nominierung.
Die zweite Erfolgsproduktion entstand mit Die fetten Jahre sind vorbei noch im selben Jahr. Die Koproduktion mit Regisseur Hans Weingartners Y3-Film erzielte europaweit rund 1,3 Millionen Besucher und wurde unter anderem für eine Goldene Palme nominiert. Eine weitere renommierte Auszeichnung gab es 2006 für Jasmila Žbanić’ Drama Esmas Geheimnis – Grbavica, das mit einem Goldenen Bären ausgezeichnet wurde. Ebenfalls 2006 wurde auch Hotel als „Bester Spielfilm 2006“ mit dem Großen Diagonale-Preis geehrt und der als Koproduzent der deutschen juicy film hergestellte Spielfilm Schläfer von Benjamin Heisenberg wurde mit dem Max Ophüls Preis ausgezeichnet. 2009 stellte das Unternehmen als Koproduktionspartner der deutschen Essential Film den Film Women Without Men von der iranischstämmigen Regisseurin Shirin Neshat her, wobei Martin Gschlacht Kamera führte. Der Film erhielt an den Internationalen Filmfestspielen von Venedig 2009 den Silbernen Löwen für die beste Regie. Am selben Festival erhielt auch der Dokumentarfilm Lourdes von Jessica Hausner, ebenfalls eine internationale Koproduktion mit Beteiligung der Essential Film, den FIPRESCI-Preis.

## Filmografie
Langspielfilme, wenn nicht anders angegeben:
- 2001: Lovely Rita (Ö/D; Regie: Jessica Hausner)
- 2003: Kaltfront (Regie: Valentin Hitz)
- 2003: Böse Zellen (Ö/D/CH; Regie: Barbara Albert)
- 2004: Friendly Alien (Regie: Dokumentarfilm, Antonin Svoboda, Jessica Hausner)
- 2004: Visions of Europe (Ö/DK; Episodenfilm; Regie: Barbara Albert, Aki Kaurismäki, Peter Greenaway, Theo van Gogh, Miguel Hermoso u. a.)
- 2004: Hotel (Ö/D; Regie: Jessica Hausner)
- 2004: Die fetten Jahre sind vorbei (Ö/D; Regie: Hans Weingartner)
- 2004: Darwins Alptraum (Darwin’s Nightmare) (Ö/F/B; Regie: Dokumentarfilm, Hubert Sauper)
- 2005: Schläfer (D/Ö; Regie: Benjamin Heisenberg)
- 2005: Spiele Leben (Ö/CH; Regie: Antonin Svoboda)
- 2006: Esmas Geheimnis – Grbavica (Grbavica) (Ö/BIH/D/CRO; Regie: Jasmila Žbanić)
- 2005: Fallen (Regie: Barbara Albert)
- 2006: I’m about winning (Filmporträt; Regie: Andrea Eckert)
- 2006: Slumming (gemeinsam mit Lotus Film/CH 2006, Regie: Michael Glawogger)
- 2007: Immer nie am Meer (Regie: Antonin Svoboda)
- 2007: Free Rainer – Dein Fernseher lügt (Regie: Hans Weingartner)
- 2008: März (Regie: Klaus Händl)
- 2009: Lourdes (Regie: Jessica Hausner)
- 2009: Women Without Men (Zanan bedun-e mardan) (als Koproduktionspartner; Regie: Shirin Neshat)
- 2009: Pepperminta (Regie: Pipilotti Rist)
- 2009: Zwischen uns das Paradies (Na put) (Regie: Jasmila Žbanić)
- 2010: #unibrennt – Bildungsprotest 2.0 (AG Doku & coop99)
- 2011: Die Wand (Regie: Julian Roman Pölsler)
- 2015: Drei Eier im Glas (Regie: Antonin Svoboda)
- 2016: Toni Erdmann (D/Ö; Regie: Maren Ade)
- 2016: Kater (Regie: Klaus Händl)
- 2017: Tiere (CH/Ö/PL; Regie: Greg Zglinski)
- 2017: Teheran Tabu (D/Ö; Regie: Ali Soozandeh)
- 2017: Western (D/BG/Ö; Regie: Valeska Grisebach)
- 2017: Auf der Suche nach Oum Kulthum (Looking for Oum Kulthum) (D/Ö/IT/MA, Regie: Shirin Neshat)
- 2017: Cry Baby, Cry – Nicht von schlechten Eltern (Dokumentarfilm, Regie: Antonin Svoboda)
- 2018: Dolmetscher (The Interpreter) (Regie: Martin Šulík)
- 2019: Little Joe – Glück ist ein Geschäft (D/Ö/UK; Regie: Jessica Hausner)
- 2020: Quo Vadis, Aida? (Regie: Jasmila Žbanić)
- 2021: Me, We (Regie: David Clay Diaz)
- 2022: Der Altaussee-Krimi: Letzte Bootsfahrt (Fernsehreihe)
- 2023: Der Altaussee-Krimi: Letzter Saibling (Fernsehreihe)
- 2024: Persona Non Grata (Regie: Antonin Svoboda)
- 2024: Mit einem Tiger schlafen (Regie: Anja Salomonowitz)
- 2024: Der Altaussee-Krimi: Letzter Jodler (Fernsehreihe)

## Auszeichnungen
- Diagonale 2005: Preis innovative Produktionsleistung für die Jahresproduktion